# Tunisie Autoroutes
Tunisie Autoroutes est une société tunisienne chargée de la gestion des autoroutes nationales.

## Historique
En décembre 2009, Tunisie Autoroutes annonce la mise en place du télépéage sur les autoroutes de son réseau, une installation qui coûte sept millions de dinars à l'entreprise,.
En septembre 2011, Tunisie Autoroutes bénéficie d'un prêt de la Banque mondiale pour financer le projet de construction de la liaison Gabès-Médenine-Ras Jedir.
En septembre 2018, Tunisie Autoroutes annonce l'abandon des cartes prépayées sur l'ensemble de son réseau,. En janvier 2019, Tunisie Autoroutes lance un service en ligne pour recharger les badges de télépéage.